# Kurt Ingerl

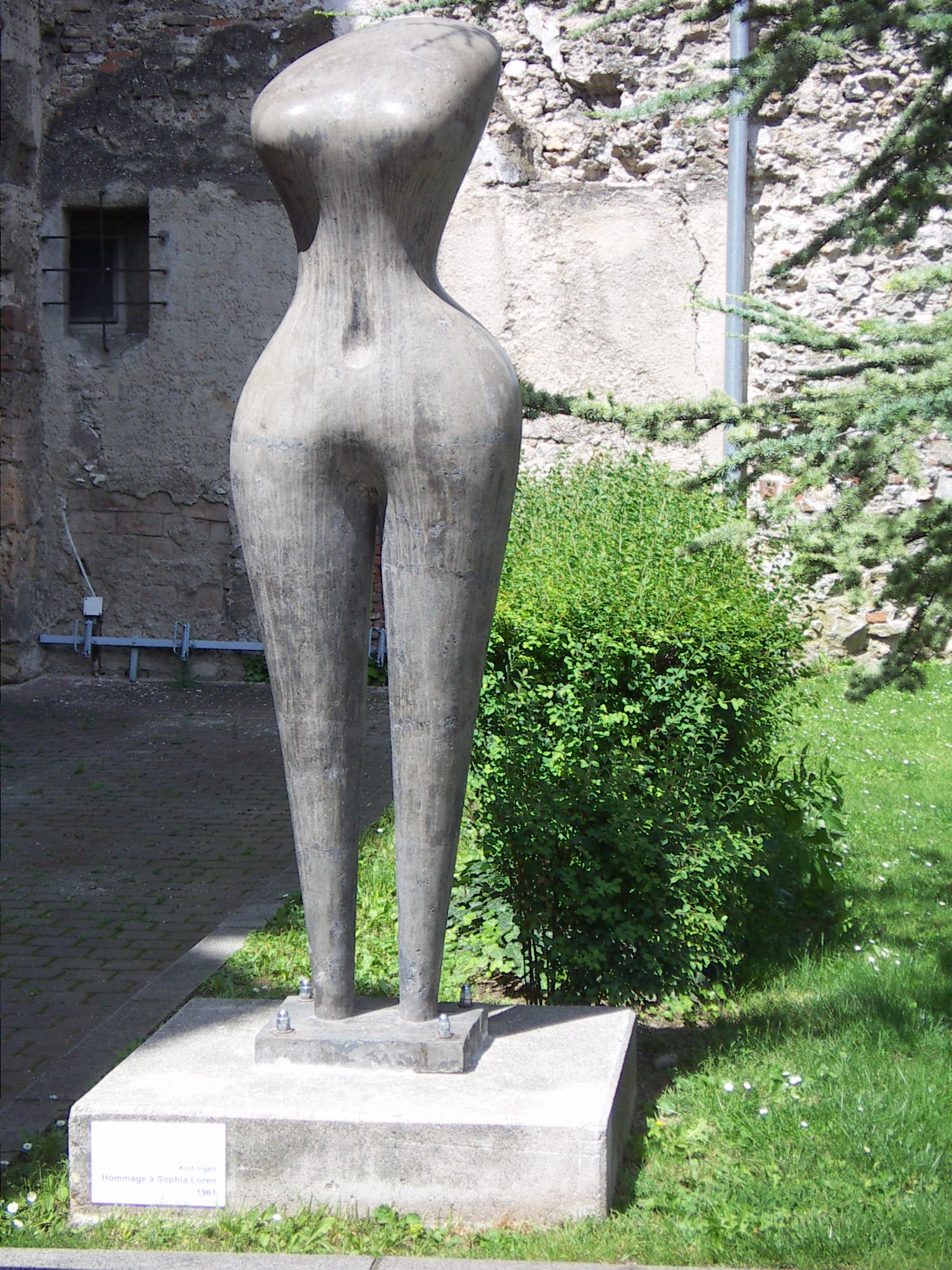
Plastik Kurt Ingerls vor St. Peter an der Sperr

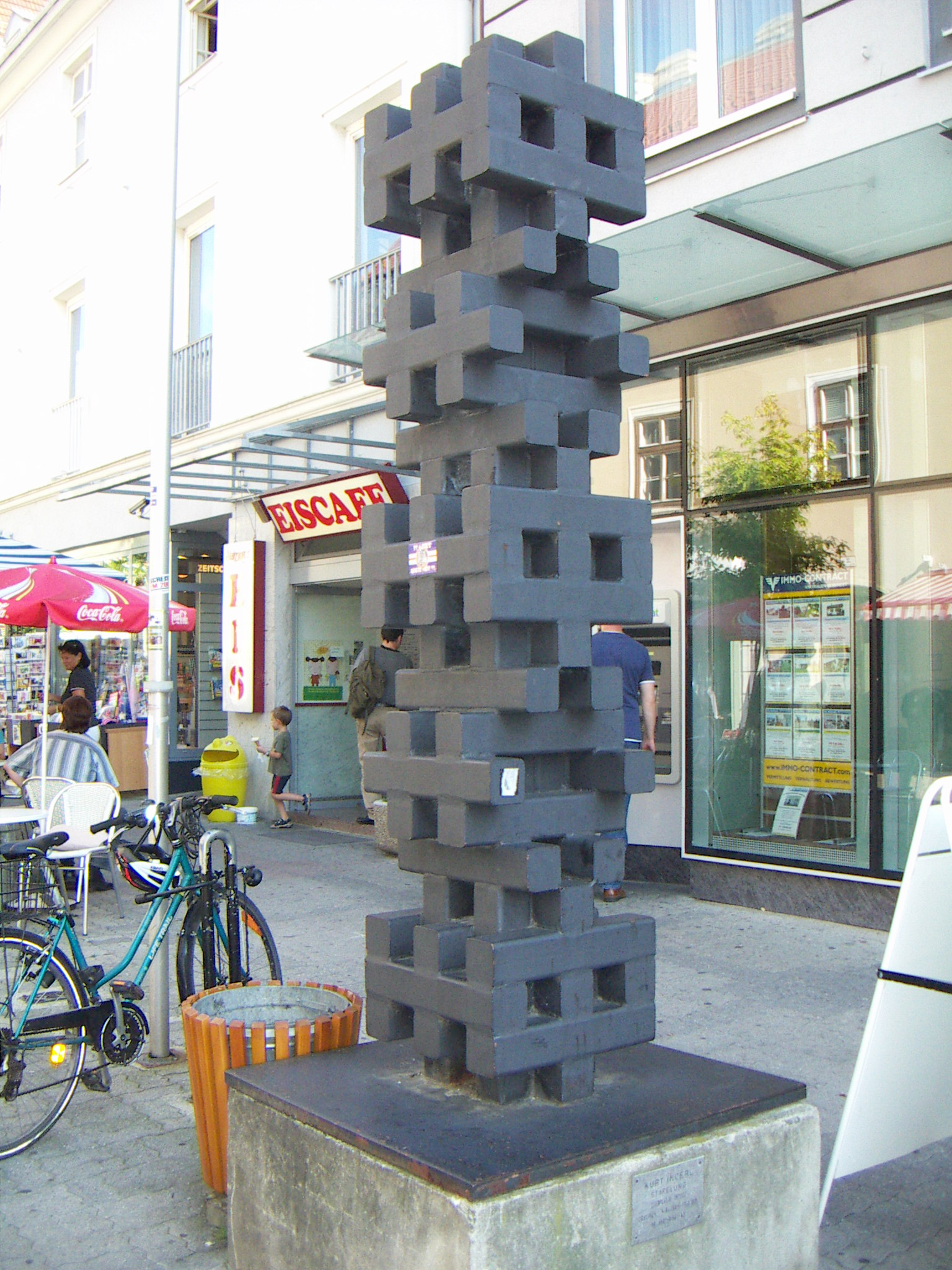
Plastik Stapelung 1971/72 in Wiener Neustadt

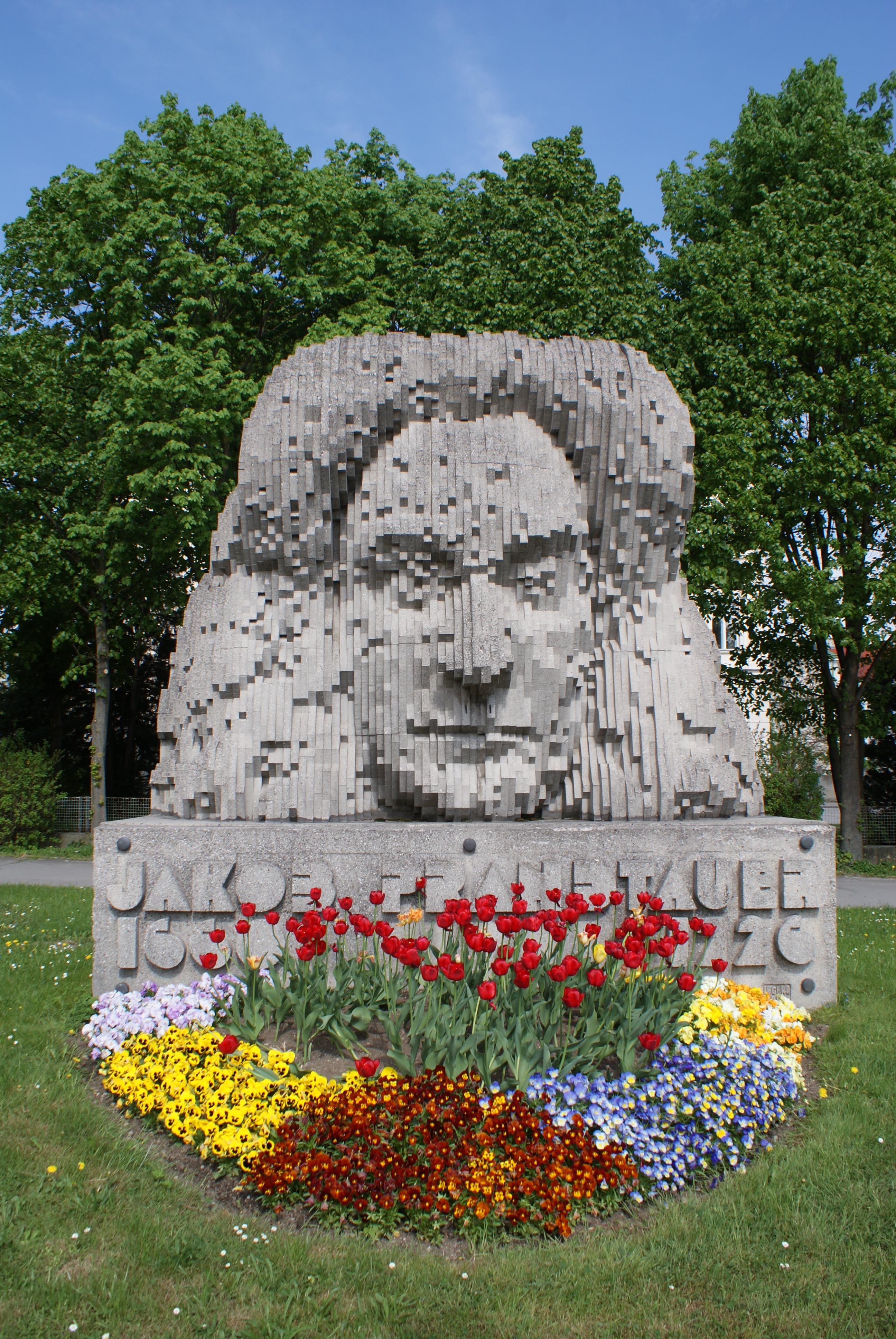
Einfache geometrische Grundformen als Computerkunstbildhauerei in St. Pölten

Kurt Ingerl (* 28. Mai 1935 in Ternitz (Niederösterreich); † 4. März 1999 in Wiener Neustadt) war ein österreichischer Bildhauer.

## Leben
Nach dem Besuch eines humanistischen Gymnasiums in Wiener Neustadt studierte Ingerl von 1953 bis 1963 an der Akademie der bildenden Künste Wien Malerei, Grafik, Bildhauerei und Lehramt, sowie an der Universität Wien. Von 1969 bis 1972 ist er Assistent für Bildhauerei an der Hochschule für angewandte Kunst Wien. Als Mitglied des Wiener Künstlerhauses ist er von 1977 bis zu seinem Lebensende Vizepräsident der Gesellschaft bildender Künstler Österreichs. Ab 1988 ist er auch Vizepräsident der Künstlervereinigung Wiener Neustadt und ab 1992 Präsident des Berufsverbandes österreichischer Bildhauer.
Obwohl Ingerl keinen eigenen Computer besaß, zählte er mit seinen konstruktivistischen Computergrafiken und den PC-Programmen für seine überdimensionalen Plastiken, Denkmäler und Fassadengestaltungen zu den Pionieren der Computerkunst in Österreich. Ingerl verwendet ein Programm nach einem von ihm entwickelten Algorithmus, welches vorerst auf dem Papier und ab 1974 von dem Informatiker Wolfgang Laun am Computer umgesetzt wird. Die Computergrafiken experimentieren mit einfachen geometrischen Grundformen und dem Verhältnis von Figur und Grund. Realisiert werden diese Strukturen als Spiegel, Boden- oder Fassadengestaltung, sowie als dreidimensionale Skulpturen im öffentlichen Raum. Im Gegensatz zu diesen strengen, gegenstandslosen Werken stehen Ingerls hyperrealistische Plastiken von zumeist extrem im Korsett geschnürten Frauen- und auch Männerkörpern, von denen er mit der Moulage-Technik naturgetreue Gipsabformungen machte.
Ingerl lebte in Wiener Neustadt und arbeitete in Wien. Ab 1986 hatte er ein Atelier in Wiener Neustadt.
Kurt Ingerl ist vermutlich mit dem Augsburger Bildhauer Ignaz Ingerl (1752–1800) verwandt.

## Auszeichnungen
- 1962 NÖ-Förderungspreis, Große Goldmedaille des Landesverbandes der niederösterreichischen Kunstvereine
- 1963 Silbermedaille, Junge Kunst '63
- 1977 Preis der Biennale Santa Margharita, Italien
- Große Goldmedaille der Gesellschaft bildender Künstler Österreichs, Künstlerhaus, Wien
- 1978 Großer Kulturpreis des Landes Niederösterreich
- 1982 Goldene Ehrennadel des Künstlerhauses Wien
- 1986 Kulturpreis der Stadt Wiener Neustadt
- 1990 Berufstitel Professor

## Ausstellungen
Auszug aus seinen Ausstellungen, insgesamt hatte er 37 Einzelausstellungen.
- 1958 Biennale dei Giovani, Görz, Italien
- 1964 Triennale für Farbgraphik, Grenchen, Schweiz
- 1971 Graphikbiennale, Ljubljana, Jugoslawien
- 1972 Biennale, Venedig, Italien
- 1972–1978 Salon des Réalités Nouvelles, Paris, Frankreich
- 1973–1974 IKI, Düsseldorf, BRD
- 1974 Biennale, Meuton, Frankreich
- 1977 Geometrica, Tulln, Österreich
- 1977 Biennale, Santa Margharita, Italien
- 1978 Salon Comparaison, Paris, Frankreich
- 1980 Festival International de la Peinture, Cagnes-sur-Mer, Frankreich
- 1982 FNAC CISI, Paris und
- 1982/83 Wanderausstellung durch Frankreich
- 1983 Gogol Boulevard, Moskau, UdSSR
- 1984 Fernsehturm, Berlin, DDR
- 1985 Budapest, Ungarn; Sofia, Bulgarien; Tbilisi, UdSSR;
- 1985 Sarajevo, Zagreb, Rijeka, Jugoslawien
- 1986 Wandspielwochen, Niederösterreich
- 1992 Europäische Kunst, Perspektiven '92, Garching bei München, Deutschland
- seit 1987 wesentliche Beteiligung bei allen Ausstellungen der Künstlervereinigung Wiener Neustadt, St. Peter an der Sperr, Karmeliterkirche, Wiener Neustadt, Niederösterreich
- 1994 BIK - Michelangelo Buonarroti, Kurt Ingerl, Anton Kolig
- 1995 Galerie Krakoka
- 1998 Künstlerhaus Wien

Er war beteiligt an Ausstellungen in Österreich, Deutschland, Italien, der Schweiz, Jugoslawien, El Salvador, Belgien, Frankreich, England, Polen, Türkei, UdSSR, Bulgarien, Japan usw. Seine Werke befinden sich in österreichischen, europäischen und amerikanischen, öffentlichen und privaten Sammlungen, seine Großplastiken und Wandgestaltungen zierten und zieren öffentliche und private Bauten.

## Denkmäler
- 1983 Denkmal zu Heimito von Doderer, Prein an der Rax, Niederösterreich
- 1988 Denkmal zu Friedrich Wilhelm Raiffeisen, Mühldorf, Niederösterreich
- 1989 Denkmal zu Jakob Prandtauer, St. Pölten, Niederösterreich